# Phoenix Wright: Ace Attorney: Justice for All
Phoenix Wright: Ace Attorney: Justice for All is een avonturenspel voor de Nintendo DS, ontwikkeld en uitgegeven door Capcom. Het is het vervolg op Phoenix Wright: Ace Attorney. Het is in Japan uitgegeven op 26 oktober 2006 en wordt in het eerste kwartaal van 2007 uitgegeven in Europa. Het spel is een port van het originele spel dat uitkwam op de Game Boy Advance.

## Hoofdrolspelers

### Advocaten

#### Phoenix Wright
Naruhodou Ryuuichi (成歩堂龍一)
25 jaar. Hoofdrolspeler en nog altijd een onverslagen advocaat. Hij komt tijdens rechtszaken vaak in de problemen, maar weet zich altijd te redden.

#### Mia Fey
Ayasato Chihiro (綾里千尋)
Overleden. Ondanks dat ze dood is, kan ze haar geest nog altijd manifesteren in andere mensen. Helpt Phoenix Wright altijd als hij in de problemen zit.

### Overigen

#### Maya Fey
Ayasato Mayoi (綾里 真宵)
18 jaar. Verliet Phoenix afgelopen jaar om te trainen voor een medium in Kurain Village. Ze gedraagt zich nog steeds nogal kinds en is vaak enthousiast om mensen te helpen.

#### Maggey Byrde
Mako Suzuki (須々木マコ 
22 jaar. Politieagente. Lijkt qua gedrag erg veel op Maya Fey. In tegenstelling tot Maya raakt Maggey echter sneller in de problemen.

### Pearl Fey
Harumi Ayasato (綾里春美)
8 jaar. Nichtje van Mia en Maya Fey. Ondanks haar jonge leeftijd heeft ze erg sterke psychische krachten, waarschijnlijk nog sterkere dan Mia en Maya Fey.

### Openbare aanklagers

#### Winston Payne
Auchi Takefumi (亜内 武文)
53 jaar. Is niet zo wreed en agressief als de meeste aanklagers. Raakt erg snel gefrustreerd en kan vaak niet goed argumenten geven op bepaalde uitspraken van hem.

#### Franziska von Karma
Mei Karuma (狩魔冥)
18 jaar. Is de dochter van Manfred von Karma. Is al sinds haar 13e openbaar aanklager en is naar Amerika gereisd om Phoenix Wright te verslaan om wraak te nemen voor haar vader. Hoewel haar vader meestal erg kalm is, raakt Franziska sneller gefrustreerd dan haar vader. Ze draagt altijd een zweep bij zich. Als ze geen gelijk krijgt, gebruikt ze deze zweep ook vaak.

### Getuigen

#### Richard Wellington
Takamasa Moroheiya (諸平野貴雅)
22 jaar. Student. Is erg arrogant, egoïstisch en doet echt alles om zijn zin te krijgen. Vindt zichzelf erg modieus gekleed en vindt zelf ook dat hij een heel goede opleiding volgt. Kraakt ook vaak mensen af vanwege hun opleiding of beroep.

## Hoofdstukken

### 1. The Lost Turnabout
Phoenix Wright moet politieagente Maggey Byrde verdedigen, die wordt verdacht van de moord op haar vriend. Er is echter een groot probleem: Phoenix lijdt aan geheugenverlies!

### 2. Reunion, and Turnabout
Phoenix is weer verenigd met Maya, en zij wordt weer verdacht van moord. En deze keer is het in haar geboorteplaats. Phoenix zal moeten strijden tegen de dochter van Manfred von Karma: Franziska von Karma.

### 3. Turnabout Big Top
Illusionist Max Galactica wordt verdacht van de moord op circusbaas Russel Berry, en iedereen in het circus is geschokt. Uiteindelijk blijkt er een ongeluk van een half jaar geleden (in het circus) moeten worden opgehaald om deze zaak op te lossen.

### 4. Farewell, My Turnabout
Global Studios zit weer in de problemen als er alweer een acteur wordt vermoord, en de nieuwe acteur van de Steel Samurai - Matt Engarde - is verdachte. Niet alleen het lot van Matt Engarde ligt in Phoenix' handen, maar ook dat van Maya! Bovendien keert er ook nog eens een oude bekende terug...

## Ontvangst
| Beoordeeld door     | Platform    | Datum            | Score |
| ------------------- | ----------- | ---------------- | ----- |
| Thunderbolt Games   | Nintendo DS | 4 januari 2007   | 90%   |
| NintendoWorldReport | Nintendo DS | 22 januari 2007  | 85%   |
| The Review Busters  | Nintendo DS | 2007             | 85%   |
| GameCola.net        | Nintendo DS | augustus 2008    | 83%   |
| Fragland.net        | Nintendo DS | 27 april 2007    | 82%   |
| Adventure Gamers    | Nintendo DS | 11 maart 2007    | 80%   |
| GameSpy             | Nintendo DS | 25 januari 2007  | 70%   |
| Yahoo! Games        | Nintendo DS | 16 januari 2007  | 70%   |
| Gaming Age          | Nintendo DS | 15 februari 2007 | 67%   |
| PlayDevil           | Nintendo DS | 18 juli 2007     | 60%   |